# 원스 어폰 어 타임 인 아메리카
《원스 어폰 어 타임 인 아메리카》(Once Upon a Time in America)는 서사 범죄 영화이자 세르조 레오네 감독의 마지막 영화다. 1984년에 개봉하였으며, 로버트 드 니로, 제임스 우즈 등이 주연을 맡았다. 뉴욕의 빈민가에서 태어난 주인공들이 오랜 세월 끝에 지하 범죄 조직의 우두머리가 되는 과정을 통해, 주인공들의 우정, 사랑, 배신을 묘사했다.
극장에서 상영 당시엔 140분 가량으로만 상영되었으며 이는 영화의 몰입감을 떨어뜨린 요소가 되어 흥행에서 참패하였다. 그러나 220분 가량의 확장판이 출시되었고 재조명된 작품으로 꼽힌다. 엔니오 모리코네의 감미로운 OST도 많은 인기를 끌었다. 원본의 상영시간은 229분이나 되지만, 미국에서 개봉한 영화에서는 주인공의 회상장면을 대폭 삭제하여 영화 내용도 시간 순서대로 직선적으로 진행되도록 하면서 상영시간을 90여분 정도 줄였다.

## 줄거리
(1918년) 뉴욕 빈민가, 좀도둑질을 일삼던 어린 누들스는 맥스를 비롯한 친구들과 함께 밀수품 운반 일을 하며 돈을 벌어 들인다. 누들스 무리에 위협을 느낀 벅시는 누들스의 친구를 죽이고, 이에 분노한 누들스는 벅시를 살해한 후 감옥에 들어가게 된다.
(1930년) 출소한 누들스는 밀주 사업으로 크게 성공한 맥스를 다시 만나, 금주법 하의 주류 밀매를 통해 크게 번창한다. 어린 시절 첫사랑 데보라와도 다시 만나지만, 헐리웃에서의 성공에 의지가 강한 그녀에게 거절당하고는 큰 상처를 입히게 된다.
(1933년) 금주법 철폐로 그들의 밀주 사업도 위기를 맞는다. 맥스는 누들스에게 연방준비은행을 털 것을 제안하고 누들스는 거절하지만, 캐롤에게 설득 당한 누들스는 친구를 살리기 위해 경찰에 신고하나 결국 친구들의 비참한 죽음을 목격하고 버팔로로 도피하게 된다.
(1968년) 베일리 재단 파티에 초대 받은 누들스는 재단 창립 기념 사진 속에서 데보라를 발견하고 그녀를 찾아가 자신을 초대한 베일리 장관에 대해 묻지만 그를 찾지 말라며 경고한다. 그녀의 만류에도 누들스는 마침내 의문의 베일리 장관과 마주하게 된다.

## 배역
- 로버트 드 니로: 누들스 = 데이비드 에런슨
  - 스콧 타일러: 어린 누들스
- 제임스 우즈: 맥스 = 맥시밀리언 베르코비치
  - 러스티 제이컵스: 어린 맥스 / 데이비드 베일리
- 엘리자베스 맥거번: 데보라 겔리
  - 제니퍼 코널리: 어린 데보라
- 제임스 헤이든: 펫시 = 패트릭 골드버그
  - 브라이언 블룸: 어린 펫시
- 윌리엄 포사이드: 짝눈 = 필립 스타인
  - 에이드리언 커런: 어린 짝눈
- 래리 랩: 뚱보 모우
  - 마이크 모네티: 어린 뚱보 모우
- 에이미 라이더: 페기
  - 줄리 코엔 어린 페기
- 조 페시: 밀주 거물 프랭키
- 버트 영: 조 미날디
- 튜즈데이 웰드: 캐럴
- 트리트 윌리엄스: 노조위원장 지미 오도넬
- 제임스 루소: 벅시

## 한국판 성우진 (KBS)
- 양지운 - 누들스(로버트 드 니로)
- 김도현 - 맥스(제임스 우즈)
- 장광 - 프랭키(조 페시)
- 안경진 - 데보라(제니퍼 코널리)
- 문옥현
- 김정희
- 유민석
- 탁원제
- 김규식
- 오세홍
- 홍영란
- 유제상
- 김준
- 백순철
- 안종익
- 장세준
- 이현선
- 강수진

## 수상
- 1985년 영국 아카데미 시상식
  - 음악상 - 엔니오 모리코네
  - 의상상 - 가브리엘라 페스쿠치